# Hermann Spieß von Frechen
Hermann Spieß von Frechen (* im 16. Jahrhundert; † 1618) war Domherr in Münster.

## Leben
Hermann Spieß von Frechen war der Sohn des N. N. Spieß von Frechen und dessen Gemahlin Margarethe von Dattenberg. Nach dem Tode des Domherrn Johann Wischel von Raesfeld am 12. Mai 1588 hatte er eine päpstliche Provision vorgelegt und um Übergabe der Dompräbende gebeten. Das Domkapitel machte zur Auflage, zunächst einen Stammbaum vorzulegen. Schließlich wurde Hermann nach einigem Hin und Her am 27. April 1590 emanzipiert. Vom Domkapitel erhielt er am 2. Juni 1590 die Erlaubnis, sein Studium in Köln fortzusetzen. Über den Fortgang des Studiums gibt es keine Belege. Am 26. März 1597 wurde er beschuldigt, nach dem Wachaufzug in seinem Hofe zwei Schüsse abgegeben und dadurch Bürger in Angst und Schrecken versetzt zu haben. Mit seiner Entschuldigung am 1. April war die Angelegenheit erledigt. Spieß wurde mehrmals gewalttätig. So klagte sein Nachbar, der Domherr Heinrich von Düngelen, über zerschlagene Fensterscheiben und eingetretene Türen. Hermann führte einen unsteten Lebenswandel und bot dem Domkapitel immer wieder Anlässe, gegen ihn vorzugehen. Zu einem Ausschluss aus seinem Amt kam es allerdings nicht. Selbst bei hartnäckigen Sünden wurden keine Maßnahmen ergriffen, um Skandale zu vermeiden. Im Falle des Domherrn Wilhelm Heinrich von Schorlemer ist ebenso verfahren worden.